# Sent Bonet l'Enfantier
Sent Bonet l'Enfantier (en francès Saint-Bonnet-l'Enfantier) és un municipi francès situat al departament de la Corresa i a la regió de la Nova Aquitània.

## Demografia
| 1962                                       | 1968 | 1975 | 1982 | 1990 | 1999 | 2007 |
| ------------------------------------------ | ---- | ---- | ---- | ---- | ---- | ---- |
| 357                                        | 369  | 306  | 305  | 270  | 258  | 319  |
| Des de 1962: població sense dobles comptes |      |      |      |      |      |      |

## Administració
| Període   | Identitat           | Partit |
| --------- | ------------------- | ------ |
| 1983-2001 | Jean-Marie Antignac | PS     |
| 2001-     | Didier Marsaleix    | MoDem  |